# Sechstagerennen Frankfurt

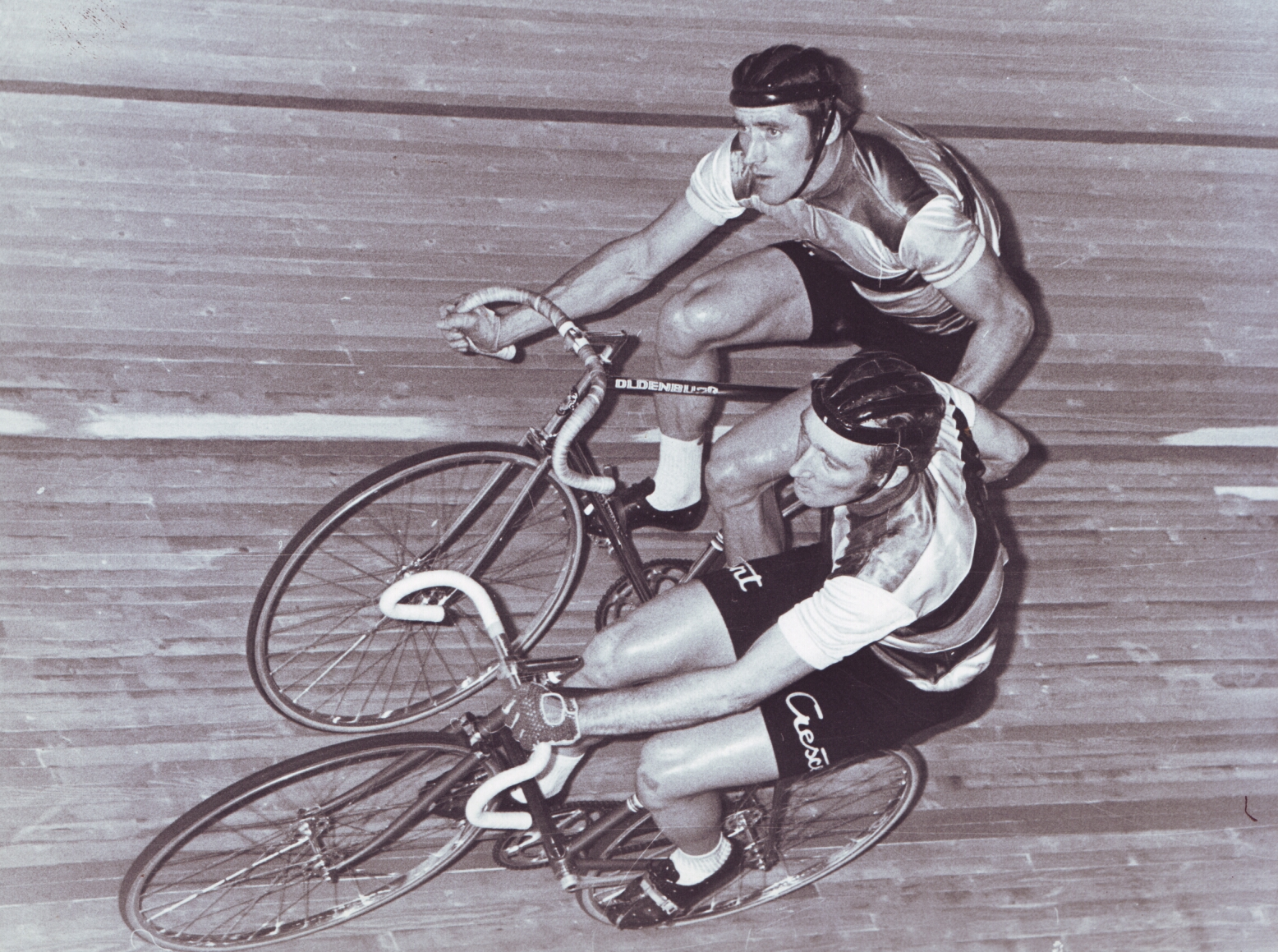
Otto Bennewitz (unten) und Horst Oldenburg beim Frankfurter Sechstagerennen 1970

Das Frankfurter Sechstagerennen wurde von 1911 bis 1983 mit Unterbrechungen ausgetragen.
Am 12. Dezember 1911 fand das erste Sechstagerennen in Frankfurt am Main statt. Ausgetragen wurde es in der zwei Jahre zuvor eröffneten Festhalle, die damals Europas größter Kuppelbau war. Da die Radrennbahn nicht zeitig fertig geworden war, mussten die Besucher um einen Tag vertröstet werden. Die zweite Austragung erfolgte erst 1928 am gleichen Ort, 1933 die letzte vor dem Zweiten Weltkrieg. Weil wegen der politischen Ereignisse und einer Grippewelle die Zuschauer ausblieben, konnte der Veranstalter die Hallenmiete nicht bezahlen und musste daher der Messe- und Ausstellungs-Gesellschaft als Vermieterin die komplette Radrennbahn mit den Fahrerkabinen und den Innenraumlogen überlassen. Die Bahn wurde eingelagert und verbrannte im Zweiten Weltkrieg, als die Festhalle zerstört wurde.
1950 wurde die wieder erbaute Festhalle eröffnet und 1951 erneut ein Sechstagerennen ausgetragen. Das Rennen wurde am 27. Oktober 1951 vom Oberbürgermeister der Stadt Walter Kolb eröffnet. Veranstalter war die Messegesellschaft der Stadt. Die neue Bahn mit einer Länge von 192,30 Metern und einer Kurvenüberhöhung von 57 Grad und einer Breite von fünf Metern wurde von dem Münsteraner Bahnarchitekten Clemens Schürmann konzipiert.
1981 zog sich die Messegesellschaft als Veranstalter zurück und eine private Agentur übernahm das Rennen. 1983 fand das vorerst letzte Sechstagerennen in Frankfurt statt. Rekordsieger sind der Frankfurter Lokalmatador Dietrich Thurau sowie der Belgier Patrick Sercu mit jeweils fünf Siegen.

## Siegerliste
| Jahr | Ausgabe | Mannschaft          | Mannschaft          |
| ---- | ------- | ------------------- | ------------------- |
| 1983 | 36      | Dietrich Thurau     | Albert Fritz        |
| 1981 | 35      | Dietrich Thurau     | Gregor Braun        |
| 1980 | 34      | René Pijnen         | Gregor Braun        |
| 1979 | 33      | René Pijnen         | Gregor Braun        |
| 1978 | 32      | Dietrich Thurau     | Patrick Sercu       |
| 1977 | 31      | Dietrich Thurau     | Jürgen Tschan       |
| 1976 | 30      | Dietrich Thurau     | Günter Haritz       |
| 1975 | 29      | René Pijnen         | Günter Haritz       |
| 1973 | 28      | Sigi Renz           | Wolfgang Schulze    |
| 1972 | 27      | Leo Duyndam         | Jürgen Tschan       |
| 1971 | 26      | Peter Post          | Patrick Sercu       |
| 1970 | 25      | Sigi Renz           | Jürgen Tschan       |
| 1969 | 24      | Peter Post          | Patrick Sercu       |
| 1968 | 23      | Rudi Altig          | Patrick Sercu       |
| 1967 | 22      | Peter Post          | Fritz Pfenninger    |
| 1966 | 21      | Klaus Bugdahl       | Patrick Sercu       |
| 1965 | 20      | Rudi Altig          | Dieter Kemper       |
| 1964 | 19      | Rudi Altig          | Hennes Junkermann   |
| 1963 | 18      | Rik Van Steenbergen | Palle Lykke         |
| 1962 | 17      | Klaus Bugdahl       | Fritz Pfenninger    |
| 1961 | 16      | Klaus Bugdahl       | Fritz Pfenninger    |
| 1960 | 15      | Kay Werner Nielsen  | Palle Lykke         |
| 1959 | 14      | Kay Werner Nielsen  | Palle Lykke         |
| 1958 | 13      | Rik Van Steenbergen | Emile Severeyns     |
| 1956 | 12      | Kay Werner Nielsen  | Evan Klamer         |
| 1955 | 11      | Lucien Gillen       | Ferdinando Terruzzi |
| 1954 | 10      | Jean Roth           | Walter Bucher       |
| 1953 | 9       | Hugo Koblet         | Armin von Büren     |
| 1952 | 8       | Hugo Koblet         | Armin von Büren     |
| 1951 | 7       | Ludwig Hörmann      | Harry Saager        |
| 1933 | 6       | Jan Pijnenburg      | Viktor Rausch       |
| 1932 | 5       | Adolf Schön         | Oskar Tietz         |
| 1931 | 4       | Karl Göbel          | Alfredo Dinale      |
| 1929 | 3       | Willy Rieger        | Oskar Tietz         |
| 1928 | 2       | Willy Rieger        | Emil Richli         |
| 1911 | 1       | John Stol           | Walter Rütt         |